# إدفيج بيتل
إدفيج بيتل (بالفرنسية: Edwige Pitel) (و. 1967  م) هي دراجة، ومنافسة ألعاب القوى، وتريثلت فرنسية، ولدت في دينان، شاركت في الألعاب الأولمبية الصيفية 2004.

## سجل الفوز

### سباقات أو مراحل فاز بها
| التاريخ        | السباق                                                              | المركز                      |
| -------------- | ------------------------------------------------------------------- | --------------------------- |
| 21 أكتوبر 2001 | 2001 Chrono des Nations (women's race)                              |                             |
| 01 يناير 2002  | سباق الدراجات ضد الساعة للسيدات في بطولة فرنسا 2002                 |                             |
| 01 يناير 2002  | سباق الطريق للسيدات في بطولة فرنسا 2002                             |                             |
| 01 يناير 2003  | سباق الدراجات ضد الساعة للسيدات في بطولة فرنسا 2003                 |                             |
| 20 يوليو 2003  | 2003 Tour de Bretagne Féminin                                       |                             |
| 01 يناير 2004  | سباق الدراجات ضد الساعة للسيدات في بطولة فرنسا 2004                 |                             |
| 15 أغسطس 2004  | ركوب الدراجات في الألعاب الأولمبية الصيفية 2004 – سيدات سباق الطريق | المرتبة 32 في التصنيف العام |
| 28 أغسطس 2004  | Grand Prix de Plouay féminin 2004                                   | السادس في التصنيف العام     |
| 19 سبتمبر 2004 | Grand Prix des Nations (women's race) 2004                          |                             |
| 17 أكتوبر 2004 | 2004 Chrono des Nations (women's race)                              | الأول في التصنيف العام      |
| 26 يونيو 2005  | سباق الدراجات ضد الساعة للسيدات في بطولة فرنسا 2005                 |                             |
| 17 يوليو 2005  | 2005 Tour de Bretagne Féminin                                       |                             |
| 24 يوليو 2005  | Tour Féminin en Limousin 2005                                       |                             |
| 31 يوليو 2005  | GP Les Forges en Bretagne 2005                                      |                             |
| 24 أغسطس 2005  | Trophée d'Or féminin 2005                                           |                             |
| 16 أكتوبر 2005 | 2005 Chrono des Nations (women's race)                              | الأول في التصنيف العام      |
| 09 أبريل 2006  | Ladies Berry Classic's Indre 2006                                   |                             |
| 22 يونيو 2006  | سباق الدراجات ضد الساعة للسيدات في بطولة فرنسا 2006                 |                             |
| 14 مارس 2007   | Grand Prix de Santa Ana 2007                                        |                             |
| 17 مايو 2007   | Trophée des grimpeurs féminin 2007                                  |                             |
| 20 مايو 2007   | Grand Prix Fémin'Ain 2007                                           |                             |
| 28 يونيو 2007  | سباق الدراجات ضد الساعة للسيدات في بطولة فرنسا 2007                 |                             |
| 30 يونيو 2007  | سباق الطريق للسيدات في بطولة فرنسا 2007                             |                             |
| 15 يوليو 2007  | Tour de Feminin - Krásná Lípa 2007                                  |                             |
| 30 أغسطس 2007  | Classic Féminine de Vienne Nouvelle-Aquitaine 2007                  |                             |
| 26 يونيو 2008  | سباق الدراجات ضد الساعة للسيدات في بطولة فرنسا 2008                 |                             |
| 28 يونيو 2008  | سباق الطريق للسيدات في بطولة فرنسا 2008                             |                             |
| 27 يوليو 2008  | Tour Féminin en Limousin 2008                                       |                             |
| 03 أغسطس 2008  | Tour de Charente-Maritime féminin 2008                              |                             |
| 30 أغسطس 2008  | Trophée d'Or féminin 2008                                           |                             |
| 03 أبريل 2009  | Trophée des grimpeurs féminin 2009                                  |                             |
| 07 يونيو 2009  | Mount Hood Cycling Classic (women's race) 2009                      |                             |
| 25 يونيو 2009  | سباق الدراجات ضد الساعة للسيدات في بطولة فرنسا 2009                 |                             |
| 12 يوليو 2009  | Tour de Feminin - O cenu Českého Švýcarska 2009                     |                             |
| 14 مارس 2010   | Grand Prix de Chambéry 2010                                         |                             |
| 24 يونيو 2010  | سباق الدراجات ضد الساعة للسيدات في بطولة فرنسا 2010                 |                             |
| 25 يوليو 2010  | Tour Féminin en Limousin 2010                                       |                             |
| 01 يناير 2011  | Coupe de France féminine de cyclisme sur route 2011                 |                             |
| 13 مارس 2011   | Grand Prix de Chambéry 2011                                         |                             |
| 25 أبريل 2011  | Prix de la Ville du Mont Pujols 2011                                |                             |
| 21 يونيو 2012  | سباق الدراجات ضد الساعة للسيدات في بطولة فرنسا 2012                 |                             |
| 02 سبتمبر 2012 | Memorial Davide Fardelli (women's race) 2012                        |                             |
| 21 يوليو 2013  | Tour Féminin en Limousin 2013                                       |                             |
| 07 سبتمبر 2014 | 2014 تور دي آرديش للسيدات                                           |                             |
| 26 أغسطس 2015  | Trophée d'Or féminin 2015                                           |                             |
| 23 يونيو 2016  | سباق الدراجات ضد الساعة للسيدات في بطولة فرنسا 2016                 |                             |
| 25 يونيو 2016  | سباق الطريق للسيدات في بطولة فرنسا 2016                             |                             |
| 02 أغسطس 2017  | Classique des Pyrénées Dames 2017                                   |                             |
| 06 مايو 2018   | Redlands Bicycle Classic (women) 2018                               |                             |

## روابط خارجية
- إدفيج بيتل على موقع الاتحاد الدولي لألعاب القوى (الإنجليزية)
- إدفيج بيتل على موقع الاتحاد الدولي للدراجات (الإنجليزية)
- إدفيج بيتل على موقع أرشيف الدراجات (الإنجليزية)
- إدفيج بيتل على موقع إحصائيات الدراجات الإحترافية (الإنجليزية)
- إدفيج بيتل على موقع نسبة الدراجات (الإنجليزية)
- إدفيج بيتل على موقع CyclingDatabase.com (مؤرشف) (الإنجليزية)
- إدفيج بيتل على موقع اتحاد الترياتلون الدولي (الإنجليزية)
- إدفيج بيتل على موقع اللجنة الأولمبية الدولية (الإنجليزية)
- إدفيج بيتل على موقع أوليمبيديا (الإنجليزية)
- إدفيج بيتل على موقع اللجنة الأولمبية الفرنسية (مؤرشف) (الفرنسية)